# Rhyacophila arties
Rhyacophila arties là một loài Trichoptera trong họ Rhyacophilidae. Chúng phân bố ở miền Cổ bắc.